# 大江橋 (横浜市)
大江橋（おおえばし）は、神奈川県横浜市中区の大岡川に架かる、国道16号（尾上町通り）の道路橋である。中区桜木町一丁目と尾上町六丁目とを結ぶ。初代の橋は1870年に開通し、現在の橋は1973年に完成した4代目である。

## 歴史

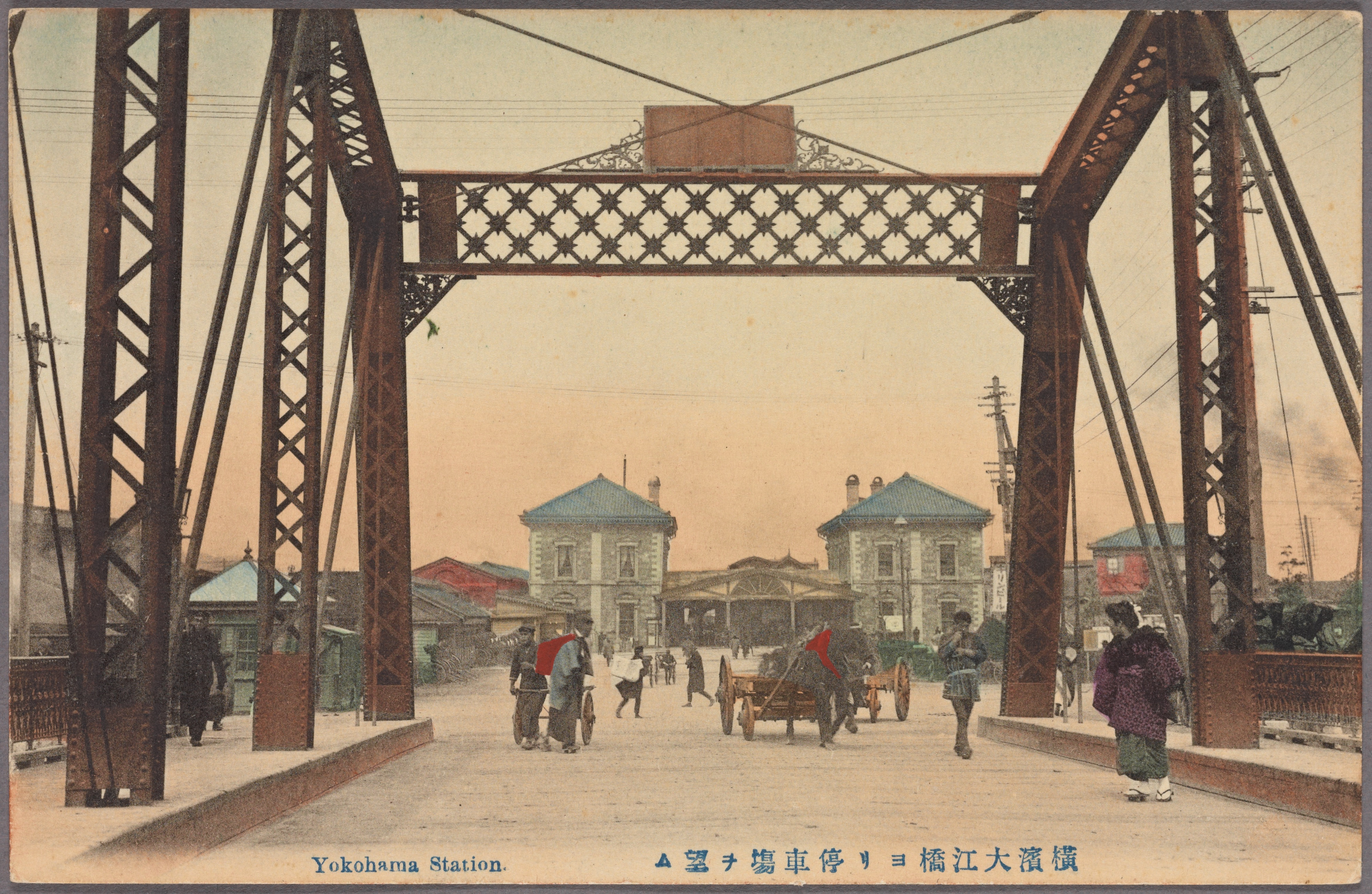
大江橋の関内側から当時の横浜駅を望む

初代の橋は木造橋で、1870年（明治3年）4月に着工、同年5月に完成した。橋の名は、当時の県令（現在の神奈川県知事にあたる）の大江卓から採られた。1872年に鉄道が開通し横浜駅（現在の桜木町駅）が開設されると、駅と横浜の中心部とを結ぶ道として、関内地区の横浜港寄りとを結ぶ弁天橋とともに重要な役割を果たした。1902年に一径間171尺（約51.8m）、幅47尺（約14.2m）のプラットトラス橋に架け替えられた。1905年の横浜電気鉄道開通時には橋上に軌道を通すことはできず、並行して市電専用橋が架けられた。大江橋は1921年に再び架け替え工事が始まるが、旧橋のトラスは中村川に架かる山下橋に転用されている。新しい橋は中央径間63尺（約19.1m）、側径間54尺（約16.4m）、全長32間（58.2m）の3径間アーチ橋で、幅は約13間（23.6m）であった。1922年7月1日に落成したが、この時に横浜市電（1921年に横浜電気鉄道から市営に移管）の軌道も大江橋の中央部に移された。1923年の関東大震災では被災したものの落橋は免れ、1928年7月には上部構造を中心とした復旧工事が完了した。

## 現橋
現在の橋は2径間多主桁プレートガーダー橋で、旧橋の交通を残しながら半分ずつ施工され、1973年に完成した。橋長は50.3mで、幅は車道16m、歩道各4mであるが下流寄り尾上町側の歩道は8mに拡がっている。
大江橋から南側の桜川橋の間は、地上では京浜東北線（根岸線）・国道16号・大岡川が、地下では首都高速神奈川1号横羽線花園橋トンネル・横浜市営地下鉄3号線が交差する、複雑な五重立体交差になっている。